# El Paredón
El Paredón es un corregimiento del distrito de Ñürüm en la comarca Ngäbe-Buglé, República de Panamá. La localidad tiene 1.060 habitantes (2010).